# Goutte d’Or
La Goutte d’Or (Złota Kropla) – dzielnica Paryża w 18. okręgu paryskim, na wzgórzu Montmartre. Wyznaczają ją ulice Barbès, de la Chapelle, la Gare du Nord oraz Ordener. Jej nazwa pochodzi od koloru wina, które ongiś było na jej terenie produkowane. W granicach administracyjnych Paryża od 1840 r.
W przeszłości była to jedna z najgorszych dzielnic miasta, znana ze swoich lokali z piwem oraz niezdrowej zabudowy - wąskie ulice oraz kilkupiętrowe wieloskrzydłowe kamienice poprzez swoją konstrukcję nie miały prawie dostępu do światła dziennego. Émile Zola usytuował w tej dzielnicy akcję swojej powieści W matni (której poświęcono zresztą plac w dzielnicy), o starej Goutte d’Or śpiewał także Aristide Bruant. W tym czasie Goutte d’Or zamieszkiwali przede wszystkim robotnicy - Francuzi oraz imigranci z Polski, Belgii, Hiszpanii i Włoch.
Liczy obecnie ok. 20 tys. mieszkańców należy do najbardziej kosmopolitycznych dzielnic miasta. Liczba mieszkańców pochodzenia niefrancuskiego, osiedlających się na jej terenie od lat 80. XX wieku, oscyluje wokół 30% (na całym terenie miasta jest to 17,5%), są to przede wszystkim emigranci z postkolonialnych terenów Afryki Subsaharyjskiej oraz Magrebu. To tam na koszt miasta buduje się szereg lokali socjalnych dla legalnych imigrantów, w celu ich asymilacji z resztą społeczeństwa.
Dzielnica nadal należy do niepewnych, jest znana jako centrum handlu narkotykami. Ponadto w 2005 r. miały w niej miejsce zamieszki, część wielkiej fali protestów imigranckich. Równolegle władze tego obszaru starają się nadać jej bardziej przyjazny profil, organizując imprezy kulturalne i promując stale znajdujący się na jej terenie wielki targ Barbès.